# 海尔·塞拉西一世
海爾·塞拉西一世（羅馬化：qädamawi haylä səllasé，1892年7月23日—1975年8月27日）出生自埃塞俄比亚南部紹阿的貴族家庭。在1916年的政變後擁護孟尼利克二世之長女佐迪图擔任女王，並擔任皇储兼攝政王。1924年4月前訪欧洲，並使埃塞俄比亚帝國加入國際聯盟。為了對抗意大利、英国、法国的勢力，於是親近美国與日本。
1935年领导军民抗击贝尼托·墨索里尼治下的法西斯意大利侵略，1936年流亡英国伦敦，呼籲國際聯盟和西方世界大国阻止法西斯侵略，1942年随英军回国。
第二次世界大战之後於非洲联盟有相當優秀的外交表現，但是國內內政因為繼續君主獨裁，慢慢產生許多矛盾。1960年發生擁立皇太子的軍方政變未遂。1970年因為國內嚴重饑荒與苏伊士运河關閉造成的油價高漲，讓國民生活陷入危機。一部分的統治階層囤積食物更使農村出現餓死者。在埃塞俄比亞社會陷入混亂時，皇帝不但沒有處理還試圖掩蓋饑荒的事實，造成國際撻伐。
1973年埃塞俄比亞爆發內戰，因為一張皇帝在皇宮內餵食寵物獅子生肉的照片流出，飽受饑荒之苦的人民嚴重不滿。1974年9月12日早上海爾·塞拉西一世在宮中被政變的陸軍部隊逮捕，並宣布退位。於拘禁中的1975年逝世。

## 名称和称号
海尔·塞拉西原名里[a]·塔法里·马康南。后来成为马康南公爵，并在1928年成为国王。1930年他正式加冕为帝，成为海尔·塞拉西一世[b]。同时还获得“所罗门王和示巴女王225代继承者”、“犹太族的雄狮”、“上帝的特使”等称号。

## 生平

### 早年生涯

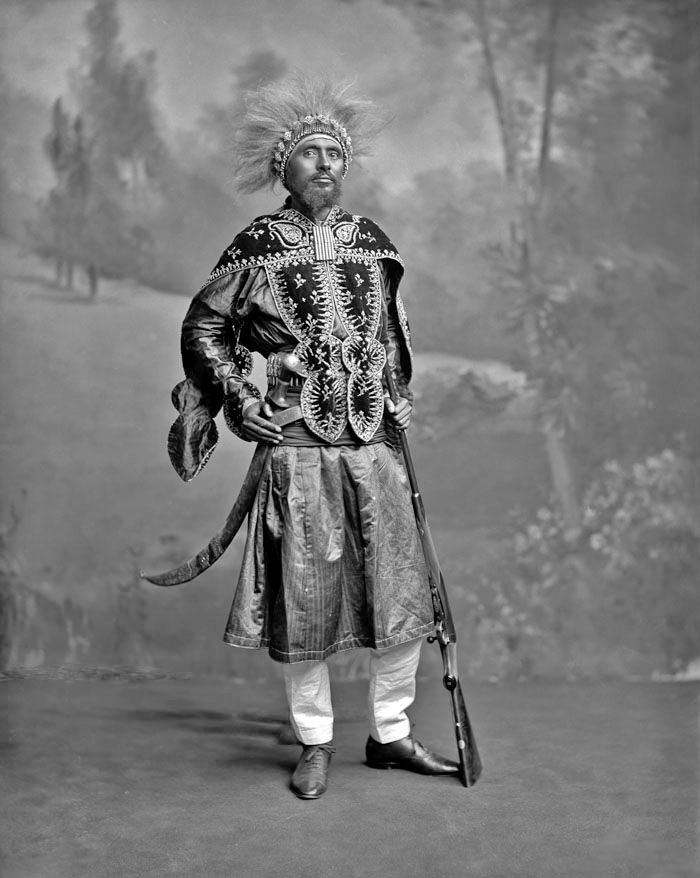
马康南公爵, 海尔·塞拉西一世之父,摄于1902年

海尔·塞拉西一世于1892年7月23日出生于埃塞俄比亚东部的哈拉尔市的阿姆哈拉族贵族世家。其父马康南公爵为当时埃塞俄比亚皇帝孟尼利克二世的表弟，都城亚的斯亚贝巴所在地绍阿地区的大贵族，时为哈拉尔省总督，以血緣上來說他是阿杜瓦戰役英雄孟尼利克二世的表侄。 塔法里有兄弟姐妹十人。只有他和同父异母的哥哥伊尔玛长大成人。塔法里的生母在他幼年时死去。他生来个子矮小，但刚强机智、聪慧过人、善于骑射，深得父亲宠爱，并于哈拉尔的罗马天主教神父处学得法语。塔法里从小记忆力惊人，甚至到晚年都能全凭自己记忆写出回忆录。由于其出众的才能，孟尼利克二世于1903年将其召入宫中，陪伴王储埃雅苏一起学习。从小便表现出了充满自信压倒一切的个性。

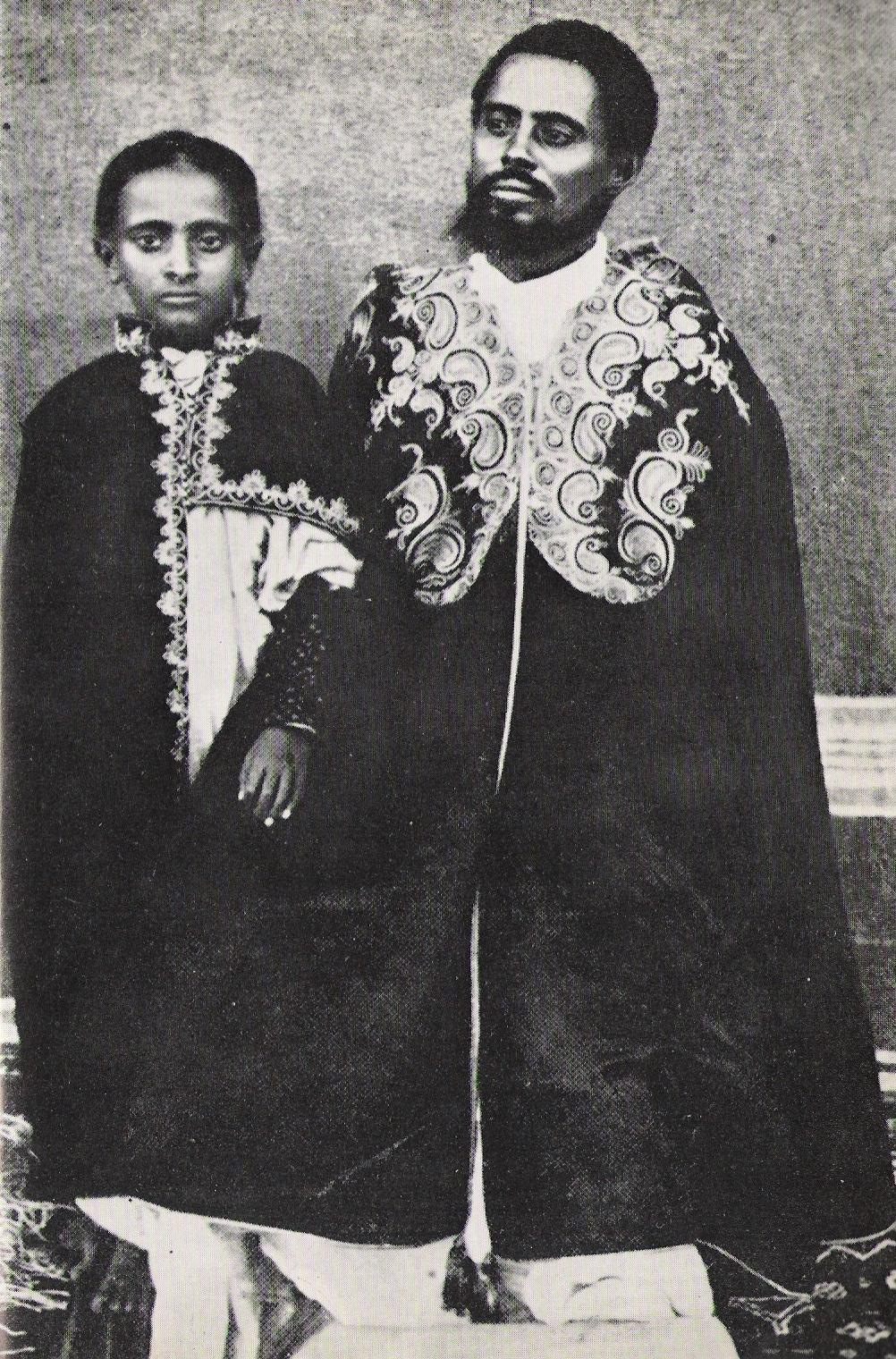
塔法里和父亲马康南公爵

### 哈拉尔省总督时期
1906年，马康南公爵病逝。孟尼利克二世尊重他生前的愿望，任命长子伊尔玛侯爵继父位为哈拉尔省总督，塔法里侯爵为萨拉尔县的县长。次年，进入刚刚成立的孟尼利克二世学校念书。1909年结束学业，出任西南部锡达莫省总督，任职期间颇有建树。两年后由于其兄病逝而被任命为哈拉尔省总督。同年，娶孟仑为妻。孟仑为沃洛省米海尔王之女，其家族属于埃塞俄比亚另一主要民族盖拉族人。这种联姻关系极大提高了塔法里的政治地位和影响。
1913年孟尼利克二世病逝，继位的埃雅苏无力继续其进行的一系列近代化改革。随之，封建诸侯割据形势加重，国库逐渐空虚，土地兼并严重，国内的矛盾逐渐尖锐化。主张革新的地主、商人、知识分子逐渐形成了改革派，追随孟尼利克二世的改革道路。
塔法里追随孟尼利克二世热心于改革。他接任哈拉尔省总督后推行过去在锡达莫省的做法：广泛进行土地登记便于有效征税；实行行政官员薪金制，禁止自行筹款。农村中的土地兼併因此得以限制。塔法里因此得到了改革派的称赞。

### 摄政王时期
1916年，皇族会议废黜皇帝埃雅苏，立孟尼利克二世女儿佐迪图为皇帝，并推举塔法里为摄政王，封公爵称号，开始登上国家权力中心。
塔法里利用自己掌握的任免文武官员和控制财政等权力，积极进行有利于全面推行革新的活动。为了确保国家发展的和平外部环境，避免西方殖民主义的威胁。他力主参加国际联盟。之后埃塞俄比亚又在1928年、1929年、1930年先后与意大利、美国、日本签订了和平友好条约，这些都是埃塞俄比亚这非洲国家在外交的重大胜利。
塔法里还认为，“为了便利我们的发展”，“摆脱欧洲的包围”，需要“欧洲的进步” 因此决意周游列国亲自了解外国经验。从1923年起的两年时间里塔法里访问了也门、巴勒斯坦、埃及、法国、比利时、荷兰、瑞典、意大利、英国、瑞士和希腊等十多个国家和地区，考察了各国的政治、经济和社会生活等各个方面。因此他更坚定了走革新的道路，并将他学习经营使用于国内的改革之中。 
主张改革的各个阶层集结在塔法里麾下，他成为了埃塞俄比亚改革派的领袖，他们自称为青年埃塞俄比亚派。塔法里摄政后，在1918、1924、1928年三次发布敕令，采取严厉措施改变了当时国内盛行的奴隶买卖和奴隶制度。地方上的割据势力对此极端不满，纷起反抗。在朝廷中以佐迪图女皇为代表的保守派们也坚决反对塔法里的改革主张和活动，打算消灭青年埃塞俄比亚派。但塔法里掌握着军队指挥权，使得佐迪图不得不依靠地方诸侯武装讨伐塔法里，帮助她推翻摄政。
1928年佐迪图密令锡达莫省总督巴尔查侯爵带兵1万人向亚的斯亚贝巴进军。1930年初，佐迪图的前夫、冈达尔省和贝格姆迪尔省的总督古格萨.沃利公爵率领装备有机枪和野炮的数万名精兵进逼亚的斯亚贝巴，沿途得到提格雷、戈贾姆两省封建主的全力支持。塔法里面对这些挑战进行了针锋相对的斗争。
对地方军阀巴尔查，塔法里一方面采取妥协设宴款待并奖励以安抚其心；又同时对其下属进行贿赂收买，以图瓦解。当后来塔法里以重兵包围巴尔查的兵营时后者的士兵几乎已经全部跑光，巴尔查无力反抗只得投降最后被投入监狱。
对付实力强大的古格萨叛军，塔法里做好了充分的应战准备。在此之前他利用保守派陆军大臣去世的机会立即任用改革派陆军大臣穆卢吉塔，由他主持军务。穆卢吉塔上任后积极聘请欧洲国家的军事使团训练新军，从外国购买飞机大炮等现代化武器装备军队。塔法里同时还注意改善在埃塞俄比亚有强大势力的基督教会的关系，任用埃及亚历山大城来的西里尔为新的大主教，又任命五个埃塞俄比亚人为主教，他们都成了塔法里积极的支持者。这时，已经深居简出的佐迪图女皇事实上已经被孤立了。
在同古格萨叛军作战时，新装备的飞机大炮都派上了用场。飞机进行侦查所获得的军事情报克服了埃塞俄比亚交通不便地形复杂所造成的通讯困难，很快完成了对叛军的包围。古格萨军队受塔法里先遣部队的引诱，误入包围圈，塔法里利用大炮飞机轮番轰炸。同时飞机还散发了西里尔大主教所签署的传单，号召基督徒们不要为古格萨卖命，此举瓦解了叛军的士气，并纷纷投降。战争从清晨一直持续到将近中午，穆卢吉塔指挥军队密集冲锋，一举歼灭敌军，古格萨本人受重伤而死。
与此同时，塔法里还粉碎了佐迪图依靠其近卫军消灭塔法里的阴谋。1928年9月一天上午，身为摄政王的塔法里照例去皇宫处理政府日常事务。佐迪图传令召见塔法里，而他到场时却发现四周架起了机枪。突然间女皇近卫军的枪口对准了他，女皇指责他阴谋篡位。塔法里二话不说，返身走向大门，喝令士兵开门。此时消息已传至塔法里家中，妻子孟仑夫人急速集结周围的警卫赶往皇宫。当大门打开时，警卫们衝了进去击败了猝不及防的近卫军。此后，塔法里已事实上控制了皇宫。佐迪图作为埃塞俄比亚“众王之女王”已经徒具虚名了，全国政务均由摄政王全权管辖。佐迪图做出改变，授予他“捏古斯”（意为万王之王）的称号，在隆重的加冕仪式上将王冠传戴在了塔法里头上。这段加冕具有争议，因为这使得埃塞俄比亚同时有两个君主。
古格萨身亡后，佐迪图消灭改革派的希望落空，从此精神崩溃一病不起，数日后死去。
1930年4月3日，塔法里向全国发表公告，宣布女皇已经离开人世，要求大家各安其职，“我将按照我的父辈传给我的法律和赦令统治你们”。为举行冕典礼皇室在亚的斯亚贝巴的圣乔治大教堂外建立了一座孟尼利克二世的骑马雕像，以显示塔法里是孟尼利克二世改革事业的继承者。

### 埃塞俄比亚皇帝时期

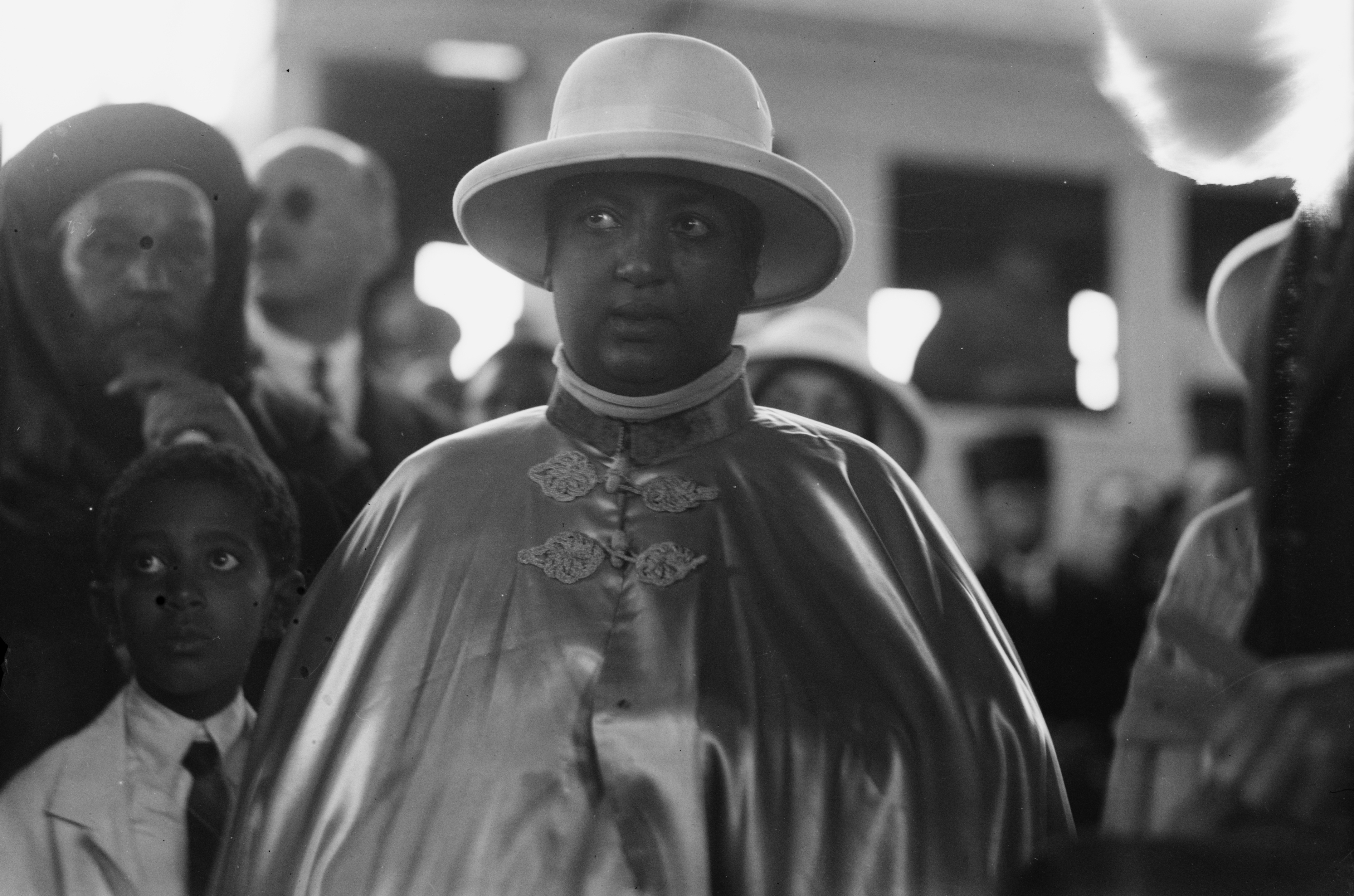
孟仑皇后

1930年11月2日，37岁的塔法里正式加冕称帝，成为海尔·塞拉西一世。孟仑夫人加冕为皇后。阿斯法·沃森立为皇太子。

#### 现代化改革
海尔·塞拉西称帝后，大力实施改革措施。他以1889年《大日本帝国宪法》为蓝本，于1931年颁布了埃塞俄比亚有史以来第一部宪法，即“1931年宪法”。 憲法確立了議會制度，設立參議院和眾議院，談論由皇帝交議的各項事務。參議員議員經皇帝提名從貴族中選出。眾議院議員經貴族提名產生，「直到人民有能力時進行選舉」。憲法還規定加強司法部門的工作，法官要「從由司法經驗的人中挑選任命」，獨立行使職責。國家的財政收入歸國庫，需要時只能「按照年度預算的規定使用」。這些規定對封建勢力多少有些限制。憲法裡還有些保護人民權力的條文，如承認公民私有財產不可侵犯，公民有工作的權利、居住和遷徙的自由；反對強迫勞動，維護人權等。
這部憲法還確認了海爾·塞拉西皇帝的「神聖」地位和至高無上的權力。規定皇帝有權召開和解散議會，任免大臣，在議會兩院休會期間發布代替法律的赦令；皇帝握有軍隊的最高指揮權，對外有權同外國談判和簽訂條約、宣戰。憲法還寫上海爾·塞拉西的家系是「唯一合法的皇族」應不間斷地傳至後世。顯然這些都是以法律形式維護君主權力的措施。
海爾·塞拉西為維護「國家聲譽」，嚴格執行過去多次發布的禁止奴隸販賣和奴隸制度的赦令。1931年再次發布赦令，規定凡是繼續從事奴隸買賣的人將受到嚴厲懲處，地方當局辦事不力者，輕則罰款，重則撤職，直至交由法院處置。並要求加快釋放奴隸的工作。全國各地分設62個奴隸事務管理局，負責具體事宜，嚴格執行主人死後奴隸隨之解放的原則。成效明顯，至1934年全國已解放奴隸達4萬多人(但只限奴隸的子女,現任奴隸則在40年代正式解放)。
在國家建設方面，海爾·塞拉西着力學習西方的科學文化和立法制度。首先，重視發展教育事業，在首都亞的斯亞貝巴設置教育部，領導教育工作。創辦國立小學，除使用當地語言外還學習英語或法語。30年代中期在各個省興辦了10所小學，還在首都開設了一所女子學校，另有酋長子弟學校一所。在積極聘請外國教師同時還派遣學生出國留學。其次，鼓勵發展報刊新聞事業，創辦了幾家印刷廠。第三，廢除了中世紀遺留下來的習慣法，頒布了《懲治犯罪條例》，依靠法制穩定社會秩序。
为了推动经济发展，海尔·塞拉西对农民实行放宽政策。1932年颁布赦令，废除“德尔戈”制度[c]。1933年又颁布法律免除农民的欠税，降低农业税和商业税。1935年又颁布赦令，取消了“盖尔巴”制度。[d]。在财政金融方面推进了国内统一市场的形成，加快了商品经济的发展，设立了国家银行，发布国家货币。
在军事方面。海尔·塞拉西将军队编制分为皇帝的近卫军和各省自己管辖的军队；省属军队又分为正规军和地方军。在派遣青年军人去法、意、比利时等国学习军事技术同时又聘请外国军事使团训练本国军队。由比利时教官训练皇家近卫军，在1934年建立了一所军事学院，由瑞典军官负责训练。在亚的斯亚贝巴建设了飞机场，成立了一支小型空军，聘请比利时顾问训练飞行员。新实行征兵制保证了兵员的来源。经过几年建设，埃塞俄比亚拥有了一支20多万人的军队。其中的皇家近卫军受过现代化作战的训练，有较强战斗力。
1930年起的4年时间里海尔·塞拉西的改革取得了很大的成就，使得统一的国家得到了巩固和发展。但是改革由于意大利的入侵而被迫中断。

#### 第二次意阿战争

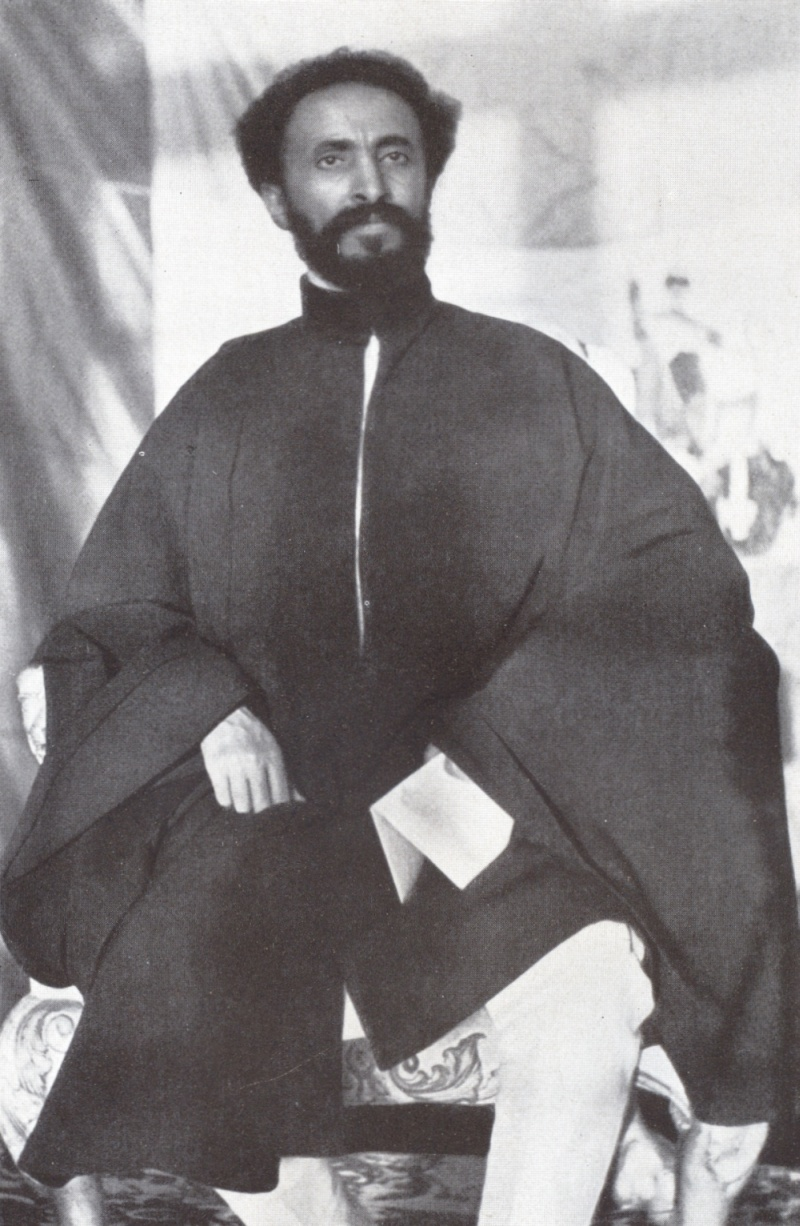
海尔·塞拉西一世皇帝, 1934年2月

埃塞俄比亚有着丰富的矿产资源和农业原料，早为意大利所垂涎。1888年，意大利入侵埃塞俄比亚，佔領了厄立特里亚全境。
1889年，意大利与埃塞俄比亚签定了《乌西阿利条约》。1890年，意大利进而据此宣布埃塞俄比亚为意大利保护国。1895年意大利就曾入侵埃塞俄比亚（第一次意埃战争），但意大利在阿杜瓦战役中惨败给孟尼利克二世。1920年代墨索里尼上台后积极扩军备战，而埃塞俄比亚成为其在海外的首要侵略目标。
从1934年上半年起，意军利用已经占领的殖民地厄立特里亚和索马里向埃塞俄比亚边界进行频繁的武装挑衅，制造冲突。最严重的是1934年12月5日，意军越过边境深入瓦尔瓦尔地区袭击当地埃塞俄比亚驻军哨所，枪杀大批埃塞军。制造了震惊世界的“瓦尔瓦尔事件”。同时，意大利还利用大量钱财贿赂埃塞俄比亚国内公开反对中央政府的封建诸侯，挑动他们反对海尔·塞拉西皇帝。
面对意大利的侵略行为，海尔·塞拉西最初希望通过外交解决，首先根据1928年同意大利签订的和平友好条约希望意大利停止侵略行径。同时又根据国联盟约，希望国际社会制止意大利，对其实行制裁。但是他的希望全部落空了，英、法为主导的国联对意大利实施了绥靖政策。海尔·塞拉西后来曾痛苦地说“迄今为止，我们从没有从国际联盟得到任何希望或任何好处。”
1935年7月，当墨索里尼不断发出战争叫嚣，战争一触即发时，海尔·塞拉西在议会发表演说，向全国人民发起保卫祖国的号召。他呼吁：“士兵们！商人们！老人、青年、男人和女人们，团结起来，为保卫我们的国家共同战斗！” 之后，在各地招募义勇军，筹集粮食，进行战争的动员。10月3日清晨，意军大举发动战争，入侵埃塞俄比亚国土。五小时后，海尔·塞拉西发表广播讲话，要求人民紧急行动起来，“拿起武器”，去“打倒侵略者”，“为了埃塞俄比亚的独立，我将毫不犹豫地洒尽我的鲜血”。两天后，海尔·塞拉西以政府名义，向国际联盟发出照会，表达了埃塞俄比亚抗击侵略者的决心。
战争爆发后，海尔·塞拉西的讲话赢得了全国各阶层的广泛支持激发了全体国民的爱国热情。群众纷纷参加志愿军，一支包括数十万人的抗战队伍组织起来了，农民和牧民节省下自己的粮食供应前线，还赶着骡马帮助前线运送弹药。海尔·塞拉西皇帝亲自来到前线，设立指挥中心，召开军政官员会议，为各省划分固定的防线和后备基地制定作战计划，皇帝本人甚至亲自上阵。在保卫德西埃的战役中，当意大利大批战机低空扫射造成惨重伤亡时，海尔·塞拉西不顾卫兵劝告亲自上阵，端起机枪对意机开火。1936年3月的梅丘战役中，他亲自指挥作战，在战斗激烈时，深入战士班组，俯卧在潮湿阴冷的壕沟裡，开动机枪扫射敌军。因此，他得到了人们的赞颂，称其为“战士皇帝”。
由于埃塞俄比亚的坚决抵抗，使意大利依靠突然袭击的闪电战术和在短时间内赢得战争的企图失败。墨索里尼急忙任命佩特罗·巴多格里奥元帅为侵埃塞军总司令，向埃塞俄比亚大举增兵。到1936年初，意军已激增到50万人。并且违反国际公约使用毒气，造成了埃塞军极大的损失。
从三月起的两个月时间里，意埃双方连续进行了五场大战，各自动员数万乃至十多万人参战。埃塞军坚持使用阵地战和攻坚战而且其装备远远落后于意军，又缺乏空中支援和砲兵支援，损失惨重，其中尤其以梅丘战役最为惨烈。
梅丘地区扼守埃塞俄比亚北方通往亚的斯亚贝巴的要道。海尔·塞拉西在此处集结了最精锐的皇帝近卫军和数万主力部队于此。急于寻求埃塞军主力决战的意军司令部，连续出动数百架次飞机轰炸，甚至释放毒气，并且利用火砲优势，经过3天激战，埃塞军战死者达9000多人，皇帝近卫军几乎全军覆没。此后埃塞军正规部队已不复存在，战局急转直下。亚的斯亚贝巴已经完全暴露在意军面前。海尔·塞拉西曾计划迁都西部地区的戈雷继续战斗，但因为意军进展迅速计划无法实现。
紧急时刻海尔·塞拉西召开大臣会议，最后以21票对3票赞成他携带家眷离开埃塞俄比亚。1936年5月2日清晨，皇帝一行乘坐专列火车前往吉布提，并转乘英国军舰开始了他在海外的4年流亡生活。5月5日，意军攻占亚的斯亚贝巴。5月9日，墨索里尼宣布吞并埃塞俄比亚。

#### 流亡海外

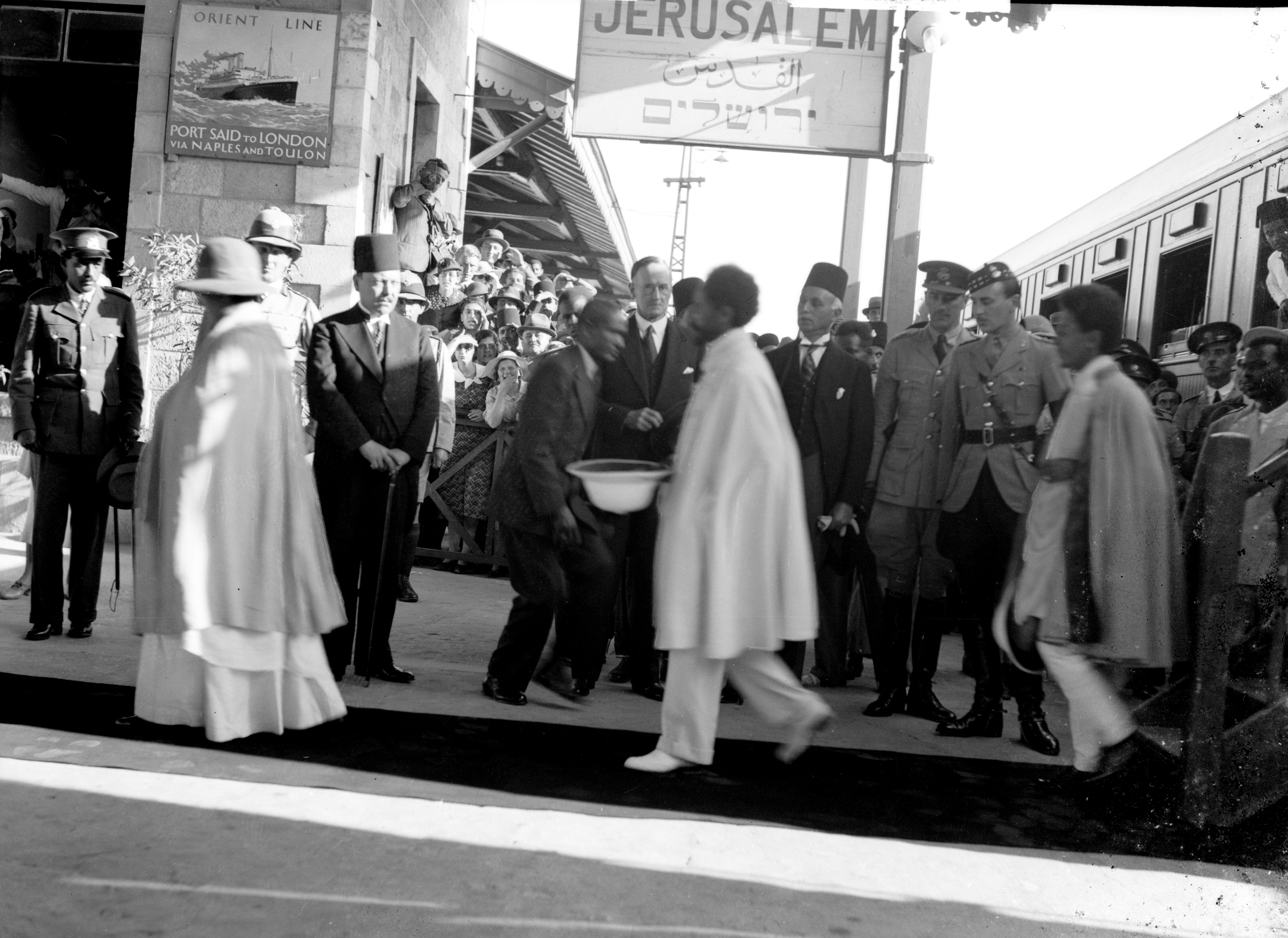
海尔·塞拉西在耶路撒冷

海尔·塞拉西流亡海外后处境十分艰难，但他仍然坚持反对意大利法西斯的斗争，先到耶路撒冷，后在伦敦组织流亡政府。他在英国居住期间处处受到冷落甚至歧视。英国政府对他拒不以国宾相待，英王和首相拒绝同他见面，当时的英国财政大臣尼维尔·张伯伦公开声称埃塞俄比亚“已经无法恢复皇帝的统治”。 英国政治界的一些头面人物劝告海尔·塞拉西退位了事。法国政府也不承认海尔·塞拉西是埃塞俄比亚的国家元首，称其为“下了台的皇帝”。英、法两国为了自身利益，在埃塞俄比亚问题上对意大利采取妥协退让政策。他们先后与意大利签订秘密协定，准备承认意大利占领埃塞俄比亚，进而把后者从国际组织中清除出去。
海尔·塞拉西针对英、法等西方盟国的背叛采取了激烈斗争。他于1936年6月、1938年5月先后两次前往日内瓦参加国际联盟大会发表演说。他谴责意大利不顾国际公约，对国联成员国埃塞俄比亚使用毒气，大规模屠杀平民，声明埃塞俄比亚不会向强权低头，同时斥责英、法散布的“不承认就没有和平”的论调。他说：“国联的最基本任务是要保卫和平”，只有不承认侵略者的非法领土吞并才能保卫和平，“国联在这个问题上没有其他选择的自由”。

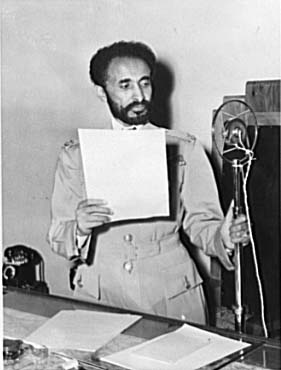
海尔·塞拉西发表广播演说号召抵抗意大利

他严肃指出，英、法的所作所为实际上“已经撕毁了保证它们自己独立的国联盟约” 终将自食其果。海尔·塞拉西的演说取得了很大的效果，在世界面前显示了埃塞俄比亚抗击侵略者的决心，使得越来越多的人在道义上和物质上支持埃塞俄比亚。
与此同时，埃塞俄比亚国内的游击战也在不断发展。早在海尔·塞拉西离开埃塞俄比亚时，就曾经决定伊姆鲁公爵为“皇帝代表”，领导国内抵抗运动。在国外的海尔·塞拉西不断同国内抗战领导人取得联系，鼓励他们坚持斗争，不断表示他在将来会回国领导抗战。他还同流亡在巴勒斯坦、苏丹、吉布提和英属索马里的爱国者保持密切来往，并在物质上大力资助。在伦敦，埃塞俄比亚爱国者创办报纸《新时代与埃塞俄比亚新闻》刊登海尔·塞拉西的讲话和文章，该报用阿姆哈拉语出版，秘密运回国内，在抗意官兵中广为流传，产生了巨大的影响。国内的许多抗意组织继续尊奉海尔·塞拉西为自己的领袖。如著名的“黑狮会”在章程中明确规定海尔·塞拉西为领袖。1937年夏天，国内各游击队组织联合成立了领导机构“团结合作委员会”，也将他列为自己的领袖。

#### 光复埃塞俄比亚

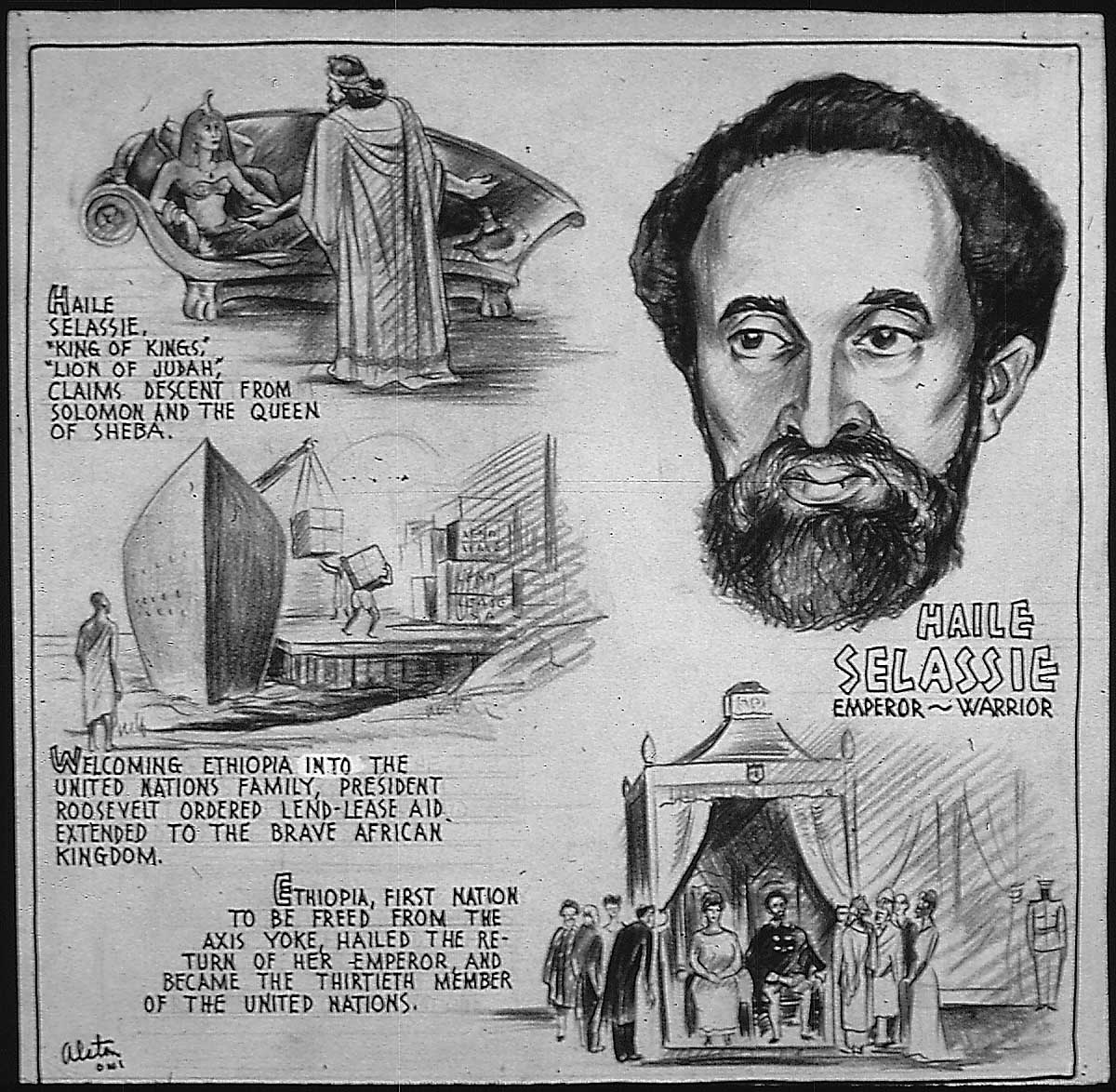
1943年赞颂海尔·塞拉西的海报

1940年6月10日，意大利对英、法宣战。英、法长期对意大利的绥靖政策宣告破产。同时德军于几天后占领了巴黎，法国宣告灭亡，英国的处境也极为艰险，国土不断受到德国飞机的轰炸。
英国在此时注意到了埃塞俄比亚境内的反法西斯力量，开始向他们提供武器弹药和各种装备。海尔·塞拉西也于此时乘机从英国返回非洲，并在苏丹喀土穆组织了新政府，签署了解放埃塞俄比亚宣言书，并印成传单用飞机散发到意属东非的领土上。
成功解放埃塞俄比亚後，抗意战争的胜利和国家独立的恢复使海尔·塞拉西赢得了巨大的声誉。贵族们称其为“伟大的皇帝”、“埃塞俄比亚之父”。他宣布埃塞俄比亚的历史将开始“新的纪元”，即将建立一个博爱、民主和自由的国家。

#### 战后重建
战后初期，他继续执行过去的改革措施。改革税制，对耕地征收现金税，废弃实物代税制；严格执行政府官吏和军队的固定薪金制，薪金由国库提供，不得自由筹措薪饷；厉行废止奴隶制，最终于50年代彻底废除了盛行千年的奴隶制；发展文化教育，创办各种学校，包括兴建第一所大学，发展中学和各种职业学校。这些措施使得国家在战后得到了迅速的恢复。

#### 倒向美国

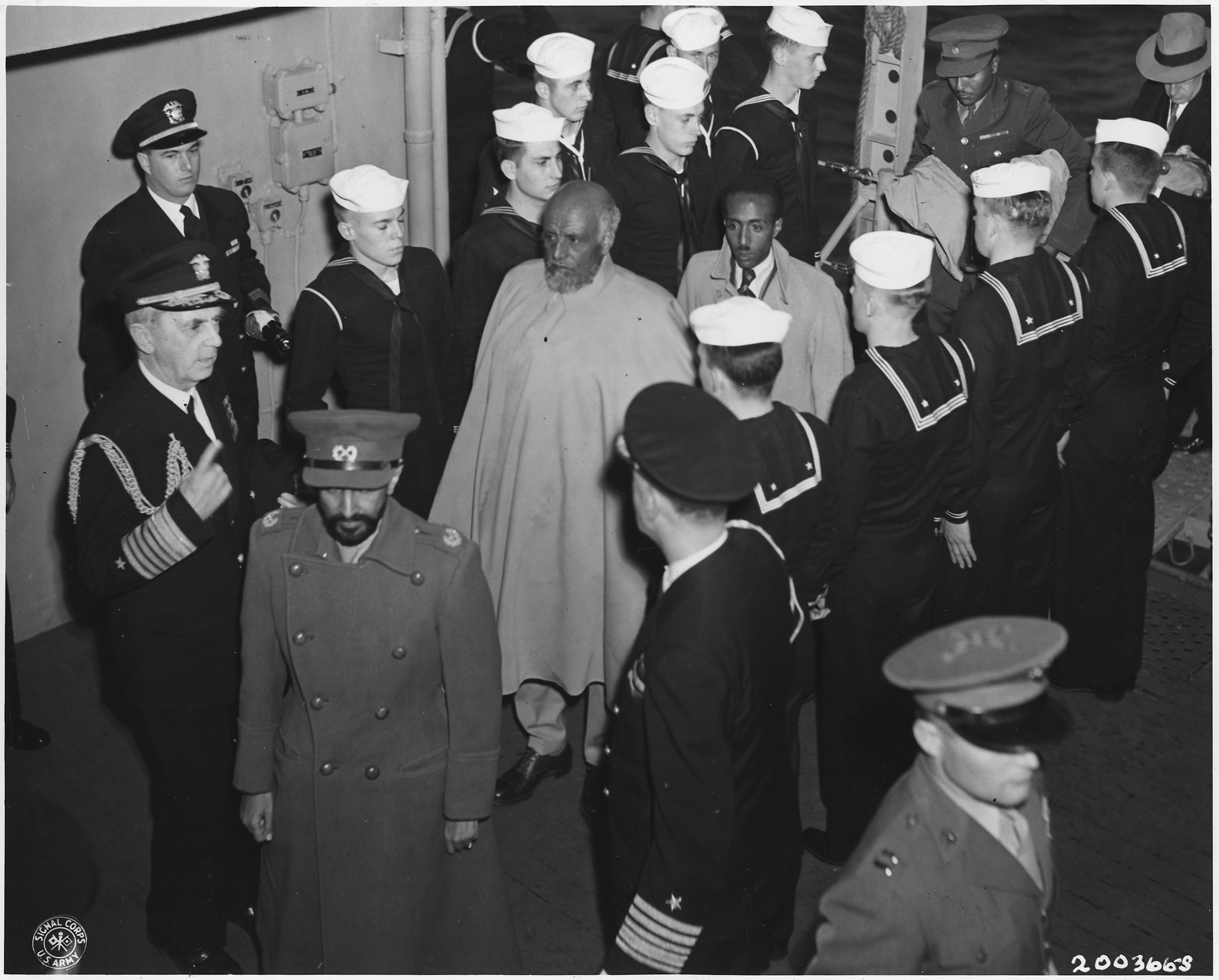
海尔·塞拉西在美国军舰上，1945年

二战结束后，美国趁英法实力衰弱之机，开始将触角伸向战略位置极其重要的埃塞俄比亚。为了巩固自身的统治，海尔塞拉西在外交上投靠美国，成为美国在非洲的重要盟友。1953年，埃塞俄比亚同美国签订《共同防御条约》并先后签订了10多个军事和经济协定，美国也在埃塞俄比亚设立了军事基地。为拉拢塞拉西皇帝，美国给埃塞俄比亚的军援高达1.5亿美元，占了当时美国给整个非洲军援的一半，这些援助主要用于为埃塞军添置武器装备；美国还派出军事顾问小组，负责训练埃塞军。在美国的大力扶持下，埃塞俄比亚很快建立了一支很有规模的军队，其实力在东非乃至整个非洲都屈指可数；军事实力的增强让塞拉西的野心迅速膨胀，他觉得埃塞俄比亚已经有资本在世界事务中发挥自己的作用，帮助美国“维持全球秩序”。

#### 参加韩战
朝鲜战争爆发后，联合国安理会通过决议，决定派遣联合国军支援大韩民国与朝鲜民主主义人民共和国作战。
联合国军參與韓戰的消息传到埃塞俄比亚时，塞拉西皇帝立刻决定参加联合国军。当时，埃塞俄比亚国内舆论也是求战呼声日高，大部分军方人士急切求战，认为远在东方的北朝鲜，即使有苏联和中華人民共和国的支持，也不足以抵御联合国军的坦克和大炮，如果战争进展顺利，可以在当年就解决问题回家过圣诞节；不久，塞拉西就宣布派遣一个步兵营参加战斗。
1950年7月，杜鲁门任命道格拉斯·麦克阿瑟担任联合国军总司令，联合国军正式建立。由于路途遥远加上其他问题的耽搁，埃塞俄比亚营1951年7月才抵达朝鲜半島，此后一年多时间里他们一直没有参加战斗。1952年，中国人民志愿军和联合国军在朝鲜战场上进入胶着状态，为打破僵局，美军决定发起上甘岭战役，夺取战场主动权。为了尽可能多地集中兵力，埃塞俄比亚营上了战场，1952年10月31日，联合国军指挥部指派韩军一个团和埃塞俄比亚营向上甘岭发起攻击。

#### 独裁统治
对内海尔·塞拉西则进一步加强皇权专制。1955年，他举行了纪念自己称帝25周年的盛大庆典。同时颁布了一部新宪法《1955年宪法》，加强独裁统治。该宪法规定众议院议员由选举产生外，几乎所有其他的条款都确立了皇权的绝对权威。如再次确认皇帝的世袭制度；规定将全国最大的金矿变为皇帝的私人财产以满足自身奢华的生活；甚至明文规定皇室开支占全国预算开支的比例，当时的皇室开支甚至达政府对农业投资的四倍。为了安抚地方封建势力，加强他们对皇室的向心力，政府停止实施过去的土地登记和税收制度改革，广泛实行了土地分封。

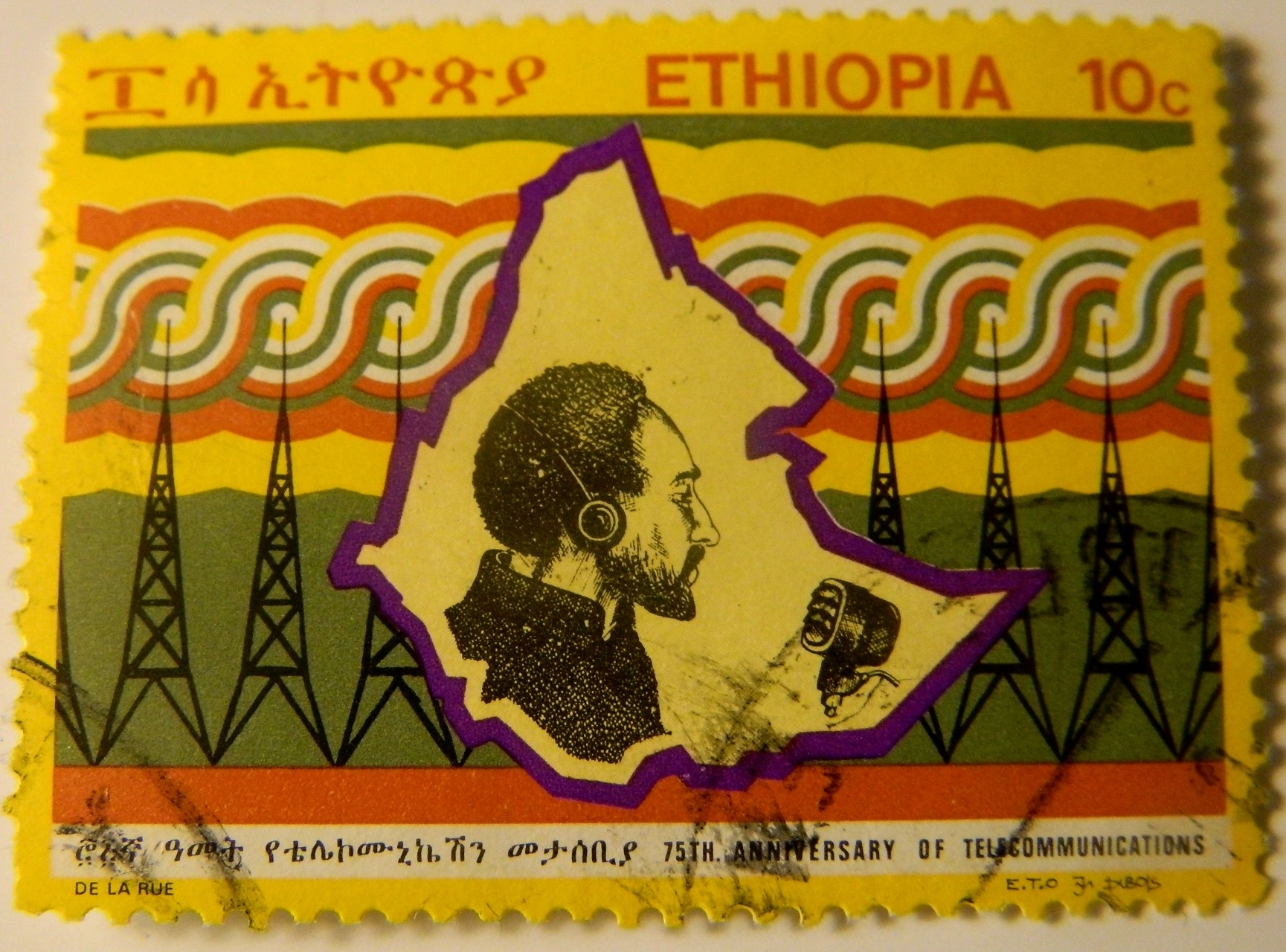
1971年发行的有皇帝头像的纪念邮票

海尔·塞拉西的政策，导致经济严重恶化，社会动乱不断发生。1960年12月，当他访问巴西时，皇家警卫队司令门吉斯图、纽威等人发动军事政变，逮捕了皇太子沃森等一批宫廷显贵，成立了革命委员会。海尔·塞拉西急忙从外国赶回，依靠美国的帮助和仍然支持他的陆军部队平息了政变。1962年2月16日，皇后孟仑夫人因长期患病去世，自此海尔·塞拉西更加严厉地镇压农民和学生的反抗。1962年11月，擅自取消埃厄联邦制度，强行把厄立特里亚变成埃塞俄比亚的一个省，引发厄立特里亚独立战争。

#### 退位死去
1974年1月初，在南部驻防的一支卫戍部队因缺水缺粮而发生兵变。很快，各地驻军纷纷起义。他们要求提高军饷、改善伙食和服役条件。2月初，斗争浪潮波及城市，知识分子和工人事先上街示威游行，学生罢课，要求保证最低生活水平和毕业后的就业机会；教师罢教，要求提高工资；出租车司机要求提高收入。皇帝采取了关闭大学的方法企图镇压骚乱，结果适得其反，工会号召全国工人总罢工，农民到处进行夺地和自发夺取地主财产的斗争，城乡处在一片混乱中。
海尔·塞拉西采取各种办法，企图平息事态。他先口头答应提高工资，撤换政府官员；后又答应半年之内颁布新宪法。他宣布将给人民更多的民主权利，然后涉及具体问题时却是措辞含糊。同时，他还是一再声称至高无上的权利是上帝赐予的，是不可改变的。
由于对政府和皇帝的不满，下级军官成立了一系列委员会，控制军队指挥权。由正规军、警察和地方部队三支力量成立了“协调委员会”。1974年5月，在违背皇帝愿望的情况下，军队陆续逮捕了至少200名大臣、达官和将军。“协调委员会”事实上掌握了国家政权。同年9月12日，由“协调委员会”组成的临时军政府发布一号文件，宣布永远废黜皇帝，结束君主专制制度。此后海尔·塞拉西一直被软禁在皇宫里。
1975年8月27日，临时军政府宣布海尔·塞拉西当天因病逝世，是年83岁。根据传闻，海尔·塞拉西懷疑是被门吉斯图以枕頭悶死。

## 埋葬

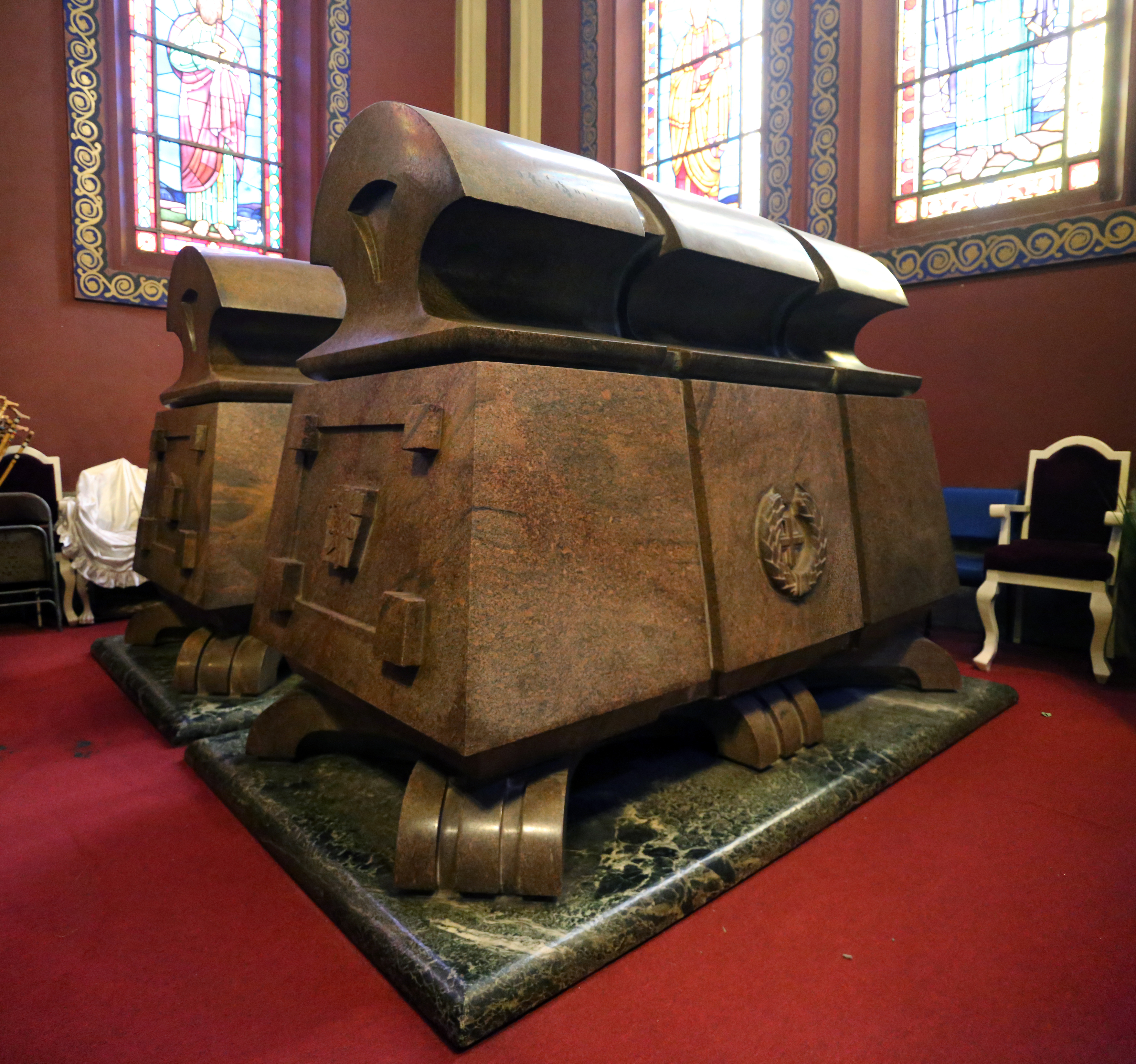
埋葬皇帝的至圣三者大圣堂

海尔·塞拉西死后，遗骨在很长一段时间里下落不明，直到1992年门吉斯图政权崩溃后，才在旧宫殿的地下挖出。2000年，被隆重葬于亚的斯亚贝巴的至圣三者大圣堂内。他的石棺上方有一幅巨大壁画，内容就是塞拉西接受意大利侵略者投降的历史一幕。
他的儿子阿斯法在逃往美国后于1989年自称为阿姆哈·塞拉西一世，1997年在弗吉尼亚州去世。阿斯法的儿子，泽拉·雅克布·阿姆哈·塞拉西，现在居住在亚的斯亚贝巴。

## 轶事

### 爱狮君王
狮子在埃塞俄比亚自古是统治者权力的象征。根据史书记载，埃塞俄比亚的开国皇帝是示巴女王与以色列国王所罗门的私生子。由于所罗门王所在宗族的族徽是一头被称为“犹太之狮”的雄狮，因此这头雄狮自然而然成为埃塞俄比亚王朝的象征。
海尔·塞拉西十分喜爱狮子，在他即位后，不但在1948年建立“狮子园”，亲自豢养许多狮子，还不惜工本，带着狮子周游欧洲列国，引起很大轰动。说起埃塞俄比亚狮子的确与众不同，它比别的非洲狮更健硕，毛更黑亮，体态优雅，被埃塞俄比亚人奉为国宝。周末带孩子去动物园看狮子，一度成为首都亚的斯亚贝巴人的时尚。
1970年埃塞俄比亚爆发大饥荒，饿莩遍野，结果一张皇帝塞拉西给狮子餵鲜肉的照片引发了政治暴动。1975年，被軟禁的塞拉西於皇宮中鬱鬱而終，一代“雄狮之主”黯然谢幕。

### 拉斯塔法里运动
拉斯塔法里运动（Rastafari movement），又被称为拉斯塔法里教（Rastafarianism），是1930年代起自牙买加兴起的一个黑人宗教运动。该运动信徒相信埃塞俄比亚皇帝海尔·塞拉西一世是上帝在现代的转世，是圣经中预言的弥赛亚重临人间。拉斯塔法里（Ras Tafari）一名即是对海尔·塞拉西的指称，其中Ras是阿姆哈拉语中“首领”之意，Tafari是海尔·塞拉西即位前使用的名字。在这个教派里，他们用“犹大之狮”来作为海尔·塞拉西一世的象征。他们认为，海尔·塞拉西一世是犹大支族的后裔，有着大卫王及所罗门王的直系血脉，亦是《启示录》里所提及的“犹大支派中的狮子”。
雷鬼乐深受拉斯塔法里运动影响，同时，随着雷鬼乐风靡全球，拉斯塔法里运动也得到了广泛传播。现在，据估计全球拉斯塔法里信徒已经超过100万人。在其发源地牙买加，有5%－10%的国民自认为拉斯塔法里信徒。

## 荣誉

### 国内勋奖
- 埃塞俄比亚帝国
  -  大指挥官级埃塞俄比亚之星勋章（英语：Order of the Star of Ethiopia）（1909年颁发）
  -  示巴女王勋章颈链（英语：Order of the Queen of Sheba）（1917年2月11日颁发）
  -  圣乔治军事功绩奖章（饰有3枚棕榈叶，1923年颁发）
  - 金质尼利克二世军事奖章（1923年）
  -  大绶级孟尼利克二世勋章（英语：Order of Menelik II）（1924年颁发）
  -  所罗门勋章大颈链（英语：Order of Solomon）（1930年颁发）
  -  大绶级圣三一勋章（英语：Order of the Holy Trinity (Ethiopia)）（1930年颁发）
  -  忠诚勋章

### 外国勋奖
- 大不列颠及爱尔兰联合王国
  -  爵级大十字级圣米迦勒及圣乔治勋章（1917年颁发）
- 英国
  -  荣誉爵级大十字级巴斯勋章（1924年颁发）
  -  荣誉爵级大十字级皇家维多利亚勋章（1930年颁发）
  -  编外嘉德骑士勋章（1954年颁发）
  -  伊丽莎白二世加冕礼纪念奖章（英语：Queen Elizabeth II Coronation Medal）（1953年6月2日颁发）
- 義大利王國
  -  爵级大十字级意大利王室勋章（英语：Order of the Crown of Italy）（1917年颁发）
  -  圣莫里斯和拉撒路勋章（英语：爵级大十字级圣莫里斯和拉撒路勋章）（1924年颁发）
  -  至圣报喜勋章（英语：Supreme Order of the Most Holy Annunciation）（1928年颁发）
- 義大利
  -  大十字级意大利共和国功绩勋章（1955年颁发）
- 法兰西第三共和国
  -  大军官级荣誉军团勋章（1918年颁发）
  -  大十字级荣誉军团勋章（1924年颁发）
  -  圣塞巴斯蒂安和圣威廉骑士勋章颈饰
  -  铜质棕榈叶1939年-1945年战争十字（英语：Croix de Guerre 1939–1945）（1945年颁发）
  -  战争奖章（英语：Médaille militaire）（1954年颁发）
- 希臘王國
  -  大十字级希腊救世主勋章（1959年颁发）
  -  领环大绶级圣乔治与圣君士坦丁勋章（英语：Order of Saints George and Constantine）
  -  一级军事功绩奖章（英语：Medal of Military Merit (Greece)）（1954年10月28日颁发）
- 希腊正教会
  -  领环大十字级耶路撒冷牧首正教会骑士团勋章
  -  大绶级圣保罗勋章
  -  大绶级普世牧首雅典纳哥拉阿索斯山千禧勋章
- 比利时
  -  大绶级利奥波德勋章（1924年颁发）
  -  大十字级利奥波德二世勋章（英语：Order of Leopold II）
- 埃及王國
  -  大绶级默罕默德·阿里勋章（英语：Order of Muhammad Ali）（1924年5月3日颁发）
  -  大绶级默罕默德·阿里勋章颈饰（英语：Order of Muhammad Ali）（1930年颁发）
- 亚历山大科普特正教会
  - 大十字级圣马可勋章（1973年9月28日颁发）
- 埃及
  -  大绶级尼罗河勋章（英语：Order of the Nile）（1960年5月22日颁发）
- 盧森堡
  -  大十字级拿骚王室金狮勋章（英语：Order of the Gold Lion of the House of Nassau）（1924年5月25日颁发）
- 葡萄牙
  -  大十字级阿维什军事勋章（英语：Military Order of Aviz）（1924年颁发）
  -  大十字级塔与剑军事勋章颈饰（英语：Military Order of the Tower and Sword）（1925年颁发）
  -  大十字级三勋章大绶（英语：Sash of the Three Orders）（基督军事勋章（英语：Military_Order_of_Christ）、阿维什军事勋章（英语：Military Order of Aviz）、剑之圣雅各军事勋章（英语：Military Order of Saint James of the Sword），1959年8月10日颁发）
- 日本
  -  大勋位菊花大绶章（1930年颁发）
  -  大勋位菊花章颈饰（1956年颁发）
- 荷蘭
  -  大十字级荷兰之狮勋章（英语：Order of the Netherlands Lion）（1930年颁发）
  -  大十字级威廉军事勋章（英语：Military Order of William）（1954年11月3日颁发）
  -  大十字级奥兰治王室勋章（英语：Order of the House of Orange）
- 波蘭第二共和國
  -  白鹰勋章（1930年颁发）
- 美国
  -  大指挥官级功绩勋章（1945年颁发）
- 挪威
  -  大十字级圣奥拉夫勋章颈饰（英语：Order of St. Olav）（1945年颁发）
- 南斯拉夫社會主義聯邦共和國
  -  南斯拉夫之星勋章（英语：Order of the Yugoslav Star）（1954年颁发）
- 德国
  -  特等大十字德国功绩勋章（1954年颁发）
- -  大十字级科特迪瓦国家勋章（英语：National Order of the Ivory Coast）
- 丹麦
  -  大象勋章（1954年颁发）
- 墨西哥
  -  大绶级阿兹特克雄鹰勋章颈饰（1954年颁发）
- 奥地利
  -  大十字级奥地利共和国服务功绩勋章（英语：Decoration of Honour for Services to the Republic of Austria）（1954年颁发）
- -  建国勋章大韩民国章（1956年颁发）
  -  无穷花大勋章颈饰（1968年颁发）
- 越南共和国
  -  大十字级保國勳章（1958年颁发）
- 緬甸
  -  大指挥官级最光荣的真理勋章（英语：Thiri Thudhamma Thingaha）（1958年颁发）
- 巴西
  -  大十字级南方十字勋章颈饰（英语：Order of the Southern Cross）（1958年颁发）
- 印度尼西亞
  -  一级印度尼西亚之星勋章（英语：Star_of_the_Republic_of_Indonesia）（1958年颁发）
- 巴基斯坦
  -  一级巴基斯坦勋章（1958年颁发）
- -  大绶级共和国国家勋章
- 泰國
  -  扎克里皇室勋章
- 苏联
  -  一级苏沃洛夫勋章（1959年颁发）
- 俄罗斯正教会
  -  大绶级圣弗拉基米尔勋章（1959年颁发）
- -  大十字级索马里之星勋章（英语：Order of the Somali Star）（1960年）
- 布干达
  -  指挥官级盾矛勋章（英语：Order of the Shield and Spears）（1964年颁发）
- 伊朗
  -  巴列维勋章颈饰（英语：Order of Pahlavi）（1964年颁发）
  -  波斯帝国建国2500年纪念章（1971年10月14日颁发）
  -  伊朗沙阿王室加冕奖章（1967年10月26日颁发）
- 羅馬尼亞人民共和國
  -  大十字级罗马尼亚之星勋章（英语：Order of the Star of Romania）（1964年颁发）
- 匈牙利人民共和国
  -  一级匈牙利人民共和国国旗勋章（英语：Order of the Flag of the People's Republic of Hungary）（1964年颁发）
- 海地
  -  大十字级荣誉功绩国家勋章（英语：National Order of Honour and Merit）（1966年颁发）
  -  让-雅克·德萨林大帝勋章颈链（1966年颁发）
- 波蘭
  -  大十字级波兰复兴勋章（1930年颁发）
- 马来西亚
  -  王国王冠勋章颈（英语：Order of the Crown of the Realm）（1958年8月16日）
- -  伴骑级加纳之星勋章（英语：Order of the Star of Ghana）（1970年颁发）
- 聖座
  -  领环大十字骑士级教宗庇護九世騎士團勳章（1970年颁发）
  -  领环骑士级耶路撒冷聖墓騎士團勋章
- 阿根廷
  -  大十字领环级解放者圣马丁将军勋章（英语：Order of the Liberator General San Martín）（1970年颁发）
- 西班牙
  -  骑士领环级卡洛斯三世骑士团勋章（英语：Order of Charles III）（1971年4月27日颁发）
- -  大十字级贝宁国家勋章（英语：National Order of Benin）
- 玻利维亚
  -  大十字级安第斯秃鹰勋章（英语：Order of the Condor of the Andes）（1966年颁发）
- 喀麦隆
  -  勇猛勋章（英语：Order of Valour）
- 中非
  -  中非功绩勋章（英语：Order of Central African Merit）
- -  大十字级乍得国家勋章
- 智利
  -  功绩勋章颈饰（英语：Order of Merit (Chile)）（1966年颁发）
- 刚果共和国
  -  大十字级功绩勋章
- 捷克斯洛伐克
  -  一级白狮勋章颈饰（1954年）
- 芬兰
  -  链授大十字级芬兰白玫瑰勋章（1949年）
- 加彭
  -  大十字级赤道之星勋章（英语：Order of the Equatorial Star）
- 几内亚
  -  大十字级国家功绩勋章（英语：National Order of Merit (Guinea)）
  -  獨立運動獎章
- 伊拉克王國
  -  链授大绶级哈希姆王室勋章
  -  一级两河勋章（英语：Order of the Two Rivers）（1970年颁发）
- 约旦
  -  大指挥官级侯赛因·本·阿里勋章（英语：Order of Al-Hussein bin Ali）
  -  骑士级复兴杰出勋章（英语：Supreme Order of the Renaissance）
- -  首席金心勋章颈饰（英语：Order of the Golden Heart (Kenya)）
  -  领环级大武士勋章
- 保加利亞人民共和國
  -  格奥尔基·季米特洛夫勋章
- 黎巴嫩
  -  卓越级功绩勋章（英语：Order of Merit (Lebanon)）（1950年颁发）
- 利比里亚
  -  大绶级利比里亚先锋勋章（英语：Order of the Pioneers of Liberia）
  -  领环级非洲之星勋章（英语：Order of the Star of Africa）
- 利比亞
  -  伊德里斯一世勋章（英语：Order of Idris I）（1956年颁发）
- 马达加斯加
  -  大绶级马达加斯加国家勋章（英语：National_Order_of_Madagascar）
- 马拉维
  -  雄狮勋章（英语：Order of the Lion (Malawi)）
- -  大十字级马里国家勋章（英语：National_Order_of_Mali）
- 毛里塔尼亚
  -  大十字级国家功绩勋章（英语：National Order of Merit (Mauritania)）
- 摩洛哥
  -  大领环级穆罕默德勋章（英语：Order of Muhammad）（1962年颁发）
- 尼日尔
  -  大十字级国家勋章
- 奈及利亞
  -  联邦共和国勋章（英语：Order of the Federal Republic）
- 秘魯
  -  大十字级秘鲁太阳勋章（1966年颁发）
- 菲律賓
  -  大十字级锡卡图纳勋章（英语：Order of Sikatuna）（1958年颁发）
- 沙烏地阿拉伯
  -  一级阿卜杜勒阿齐兹国王勋章（英语：Order of King Abdulaziz）（1971年颁发）
- 塞内加尔
  -  大十字级雄狮国家勋章（英语：National Order of the Lion）
- 苏丹
  -  荣誉颈章（英语：Collar of Honour）（1970年颁发）
- 叙利亚
  -  大绶级国家统一勋章（英语：Order of the Unity of the Nation）
- 中華民國
  -  一等特种大绶卿云勋章
- 多哥
  -  大十字级莫诺河勋章（英语：Order of Mono）
- 突尼西亞
  -  大领环级独立勋章（1964年颁发）
- 柬埔寨
  -  大十字级柬埔寨王家勋章
  -  大绶级大南龍星
  -  大领环级独立国家勋章
- 乌干达
  -  大指挥官级尼罗河之源勋章（1972年颁发）
- 上沃尔特
  -  大十字级上沃尔特国家勋章
- 委內瑞拉
  -  领环级解放者勋章（英语：Order of the Liberator）（1966年颁发）
- -  领环级斑豹国家勋章（英语：National Order of the Leopard）
- 尚比亞
  -  大指挥官级赞比亚之鹰勋章
- 馬爾他
  -  马耳他骑士团勋章（英语：Order pro Merito Melitensi）
- 薩爾瓦多
  -  大十字級何塞·馬蒂亞斯·德爾加多勳章（英语：Order of José Matías Delgado）
- 瑞典
  -  领环大十字级圣彼济达勋章
- 土耳其
  -  大十字级安提阿教会勋章
- 联合国
  - 联合国和平奖章（英语：United Nations Peace Medal）

### 荣誉公民
- 贝尔格莱德荣誉市民（1954年授予）
- 南斯拉夫社会主义联邦共和国荣誉公民（1972年）

### 引用
1. ↑  Ghai, Yash P. Autonomy and Ethnicity: Negotiating Competing Claims in Multi-Ethnic States. 2000, page 176.
2. ↑  de Moor, Jaap and Wesseling, H. L. Imperialism and War: Essays on Colonial Wars in Asia and Africa. 1989, page 189.
3. ↑  White, Timothy. Catch a Fire: The Life of Bob Marley. 2006, page 34-5.
4. ↑  Rogers, Joel Augustus. The Real Facts about Ethiopia. 1936, page 27.
5. ↑  Marcus, A History of Ethiopia, page 123
6. ↑  Henze, Paul B. Layers of Time: A History of Ethiopia. 2000, page 205.
7. ↑  Nahum, Fasil. Constitution for a Nation of Nations: The Ethiopian Prospect. 1997, page 17
8. ↑  Anthony Mockler. Haile Selassie's War at p.61
9. ↑  Carlton, Eric. Occupation: The Policies and Practices of Military Conquerors. 1992, page 88-9.
10. ↑  Vandervort, Bruce. Wars of Imperial Conquest in Africa, 1830-1914. 1998, page 158.
11. ↑  Churchill, Winston. The Second World War. 1986, page 165.
12. 1 2 3  Selected speeches of His Imperial Majesty, Haile Selassie First, 1918-1967. at p.317,p.327
13. ↑  Anthony Mockler. Haile Selassie's War at p.51
14. ↑  .   [2010-02-10]. （原始内容存档于2014-10-14） （中文）.
15. 1 2  雷沙德·卡普钦斯基. . 新星出版社. 2011. ISBN 9787513302487.
16. ↑  . 凤凰周刊.   [2020-08-03]. （原始内容存档于2020-10-31）.
17. ↑  Teum Teklehaimanot. . Ethiopiantreasures.   [2020-08-04]. （原始内容存档于2020-09-11）.
18. ↑  . 德国之声（阿姆哈拉语版）.   [2020-09-13]. （原始内容存档于2018-08-10）.
19. ↑  .   [2009-04-01].[永久]
20. ↑  Sullivan, Michael, C. In Search of a Perfect World. 2005, page 86
21. ↑  Adherents.com: Major religions ranked by size - Rastafarian （页面存档备份，存于）
22. ↑  Barrett, Leonard E. Sr (1997) The Rastafarians. Boston: Beacon Press.
23. ↑  Murrell, Nathaniel Samuel and Spencer, William David and McFarlane, Adrian Anthony. Chanting Down Babylon: The Rastafari Reader. 1998, page 159.